# 广东省紫金中学
广东省紫金中学是一所位于广东省河源市紫金县的中学，创建于1926年，是广东省一级学校，广东省国家级示范性普通高级中学。

## 历史
1926年，创校。
1966年，被誉为中南五省红旗学校。
20世纪80年代初，被列为广东省18间重点中学之一。
20世纪90年代，被评为国家级“中学教育实践合格单位”和“广东省普教系统先进单位”。
2007年，通过广东省国家级示范性普通高级中学验收。

## 教学设施
学校占地151500平方米，建筑面积50728平方米，绿化面积98801平方米，主要建筑有7栋教学楼、4栋学生宿舍、2栋学生食堂、行政楼、科技楼、礼堂。建设有千兆校园网，所有教室都配备计算机和多媒体教学设备。图书藏书室藏书12.5万册。拥有400m标准环形跑道运动场1个。校园内建有紫金山生态园，占地10000多平方米。

## 参看
- 紫金县
- 河源市